# 衛民村

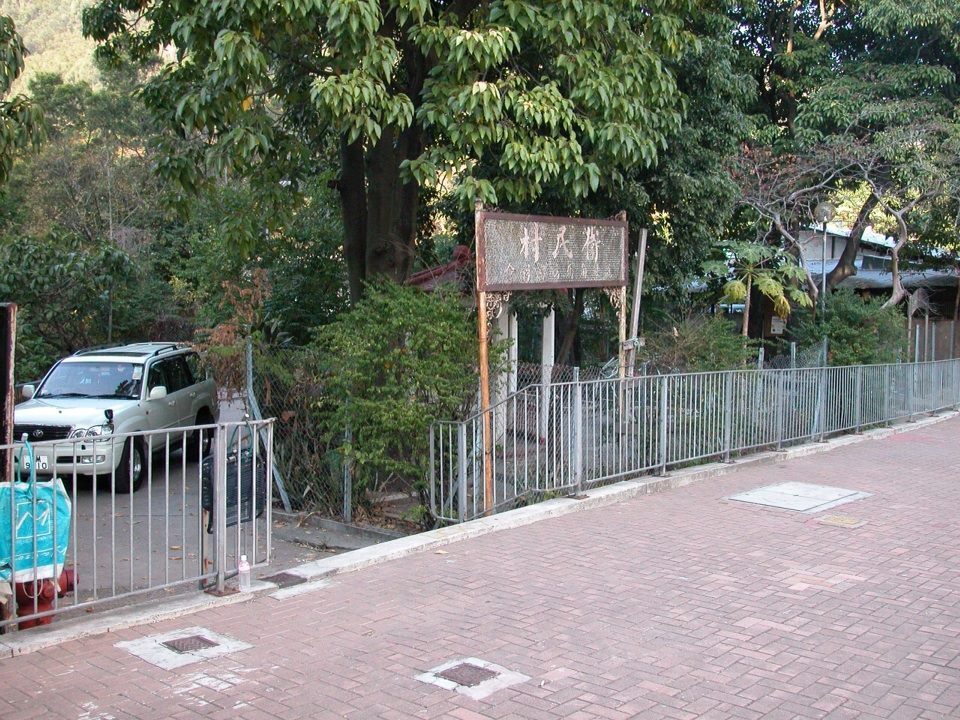

衛民村，又稱荔枝角平房區，是香港最後一個清拆的香港房屋委員會平房區，位於新九龍蝴蝶谷，呈祥道以南。

## 歷史
1951年鄰近的木屋區開始擴展到蝴蝶谷。1954年有私人公司在谷中興建約100間平房，每間面積約200多平方呎，以1,600港元出售給石硤尾大火的災民，形成衛民村第一區。其後陸續擴建到六個區，雖由居民自行興建，但買賣房屋仍需向房屋署申請。
由於社區發展，衛民村各區亦被分期清拆，第五區於興建呈祥道時率先拆卸；隨著政府於1997年宣佈全面清拆房屋署管理的平房區，及配合八號幹線長沙灣至沙田段的興建，該平房區終於在2001年12月20日全面清拆。受影響的約200個家庭，絕大部分獲政府以優惠條件安排入住公共屋邨，包括鄰近的富昌邨及華荔邨。而衛民村北鄰的蝴蝶谷新村，則非由房屋委員會管理，但最後其居民亦被政府以處理衛民村相若的方法安置。
此外，有居民指，位於呈祥道以北的梅崗村實乃衛民村的第六區。

## 軼事
2002年黃子華主持的遊戲節目《一觸即發》裡，某集最後一位參賽者楊千嬅被問到「香港最後一個平房區，是位於荔枝角的哪一條村？」曾任職瑪嘉烈醫院護士的她便亂答鄰近的「九華徑村」，成為節目中最後一名「犧牲者」跌進機關洞裡。